# Schloss Gattschina

Lageplan
1. Mittelbau
2. Küchentrakt
3. Arsenal- und Stalltrakt
4. Platz
5. Signalturm (mit Blitzableiter)
6. Uhrturm
7. Denkmal Paul I.
8. Umfassungsmauer mit Bastionen
9. Schlossgarten
10. Brücken über den Schlossgraben
11. Kuppel der Schlosskirche

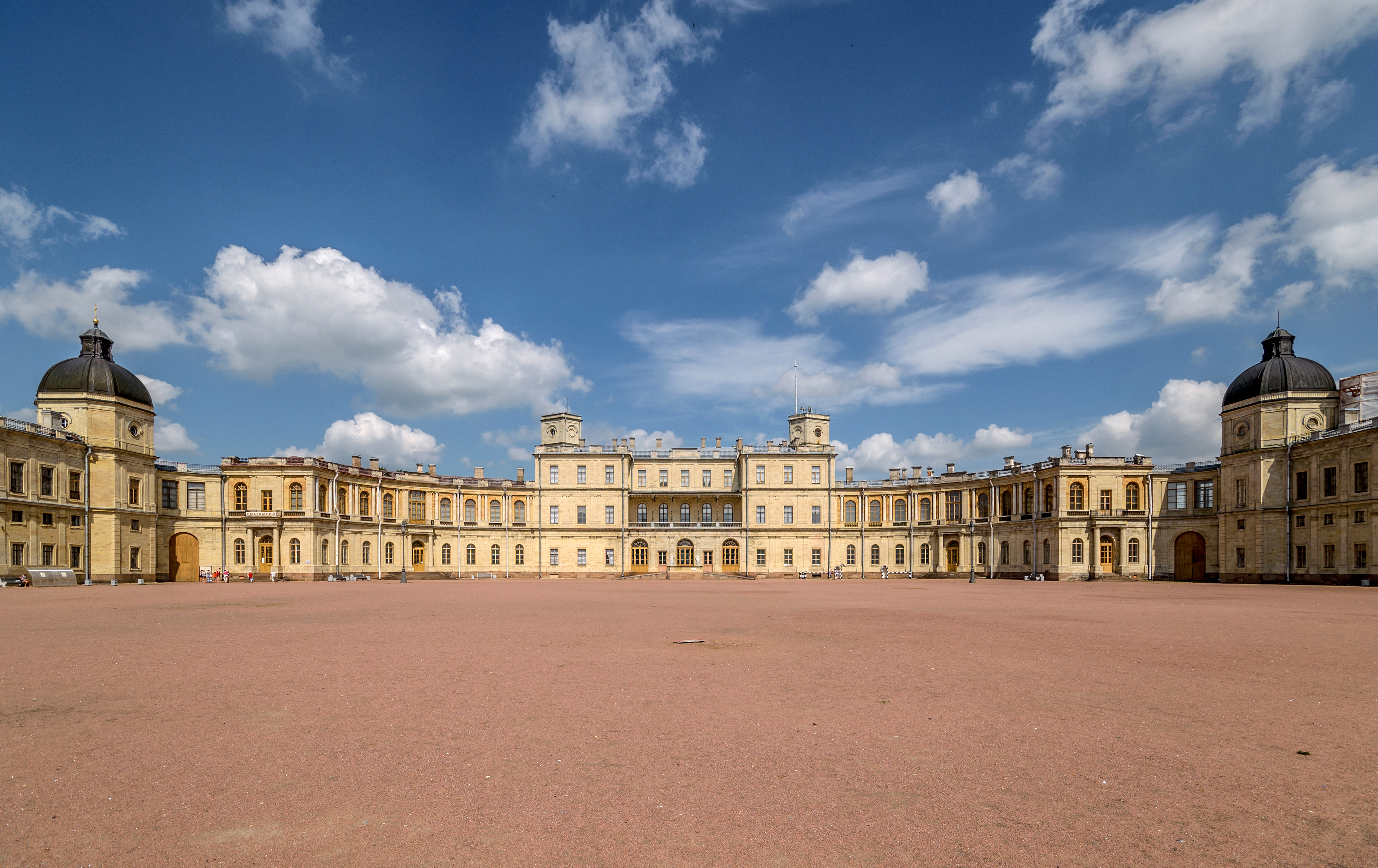
Ehrenhof von Schloss Gattschina

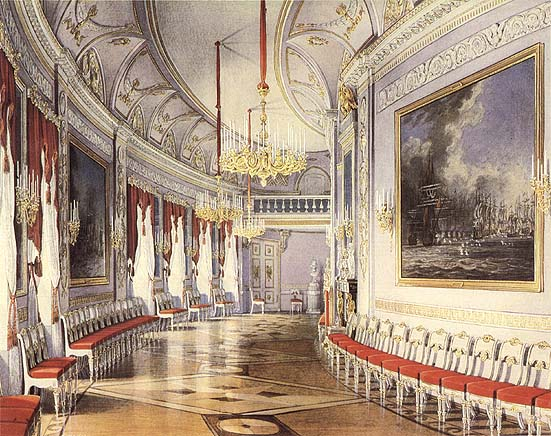
Die Tschesme-Galerie für Großfürst Paul, im neoklassizistischen Stil, um 1795

Schloss Gattschina (russ. Большой Гатчинский дворец) ist eine Palastanlage in der Stadt Gattschina, 45 Kilometer südlich von Sankt Petersburg in Russland. Das ursprünglich unter Graf Orlow errichtete und von den Zaren ausgebaute Gelände war eine bedeutende Anlage seiner Zeit.

## Geschichte
1765 gab Kaiserin Katharina die Große die Ortschaft an ihren Favoriten, Graf Grigori Grigorjewitsch Orlow, der das Schloss mit 600 Zimmern errichten ließ. Die Fertigstellung erfolgte 1781. Erstmals in Russland war dies von einem Englischen Garten umgeben. Der Architekt Antonio Rinaldi ließ in den Jahren 1777 bis 1782 am Eingang des Parks einen großen Triumphbogen errichten. Das Schlossinnere ist im klassizistischen Stil gehalten und wurde von Antonio Rinaldi und Vincenzo Brenna entworfen. Italienische Stuckateure und russische Handwerker schufen die entsprechende Inneneinrichtung mit Deckengemälden, Parkettfußböden und italienischer Möblierung.
Als Graf Orlow 1783 starb, erwarb die Kaiserin das Schloss von dessen Erben und gab es an ihren Sohn, den späteren Kaiser Paul I. weiter. Dieser nahm in den 1790er Jahren Veränderungen im neoklassizistischen Stil vor und ließ im Park mehrere Brücken und Pavillons erbauen. Nach Pauls Tod blieb das Schloss zunächst weitgehend ungenutzt. Erst Alexander III. machte es dann erneut zu einer Kaiserresidenz. Der letzte russische Kaiser, Nikolaus II., verbrachte seine Jugend hier; nach seiner Abdankung 1917 wurde er in Gattschina zeitweise unter Hausarrest gestellt. Danach wurde das Schloss in ein Museum umgewandelt.
Kurz nach Beginn des Deutsch-Sowjetischen Kriegs am 22. Juni 1941 wurde das Schloss von Truppen der Wehrmacht besetzt. Bei der Plünderung des Schlosses durch den Einsatzstab Reichsleiter Rosenberg soll ein geheimes Zimmer vorgefunden worden sein, welches mit diversen erotischen Möbeln und Kunstwerken ausgestattet war. Ob diese Kunstwerke und Möbelstücke schon unter Katharina der Großen hergestellt und verwendet wurden oder es sich dabei um historisierende Stücke einer späteren Epoche handelt, konnte nicht zweifelsfrei bestimmt werden. Der Verbleib dieser Objekte ist jedoch nach dem Zweiten Weltkrieg unklar.
Im Zuge ihrer Leningrad-Nowgoroder Operation eroberte die Rote Armee Anfang 1944 den Ort und beim Rückzug der deutschen Truppen wurde das Schloss verwüstet und angezündet.
Das Schloss wurde nach dem Krieg äußerlich wieder hergestellt. Die Rekonstruktion aller Innenräume ist aber bis heute noch nicht vollendet.